# Метод Мишеля Томаса
Метод Мишеля Томаса (англ. Michel Thomas method) — оригинальный метод, разработанный Мишелем Томасом для обучения языкам.
Томас утверждал, что его ученики могут «добиться за три дня того, на что другим требуется в институте два-три года». «Три дня» означают занятия по восемь-десять часов в день. Несмотря на это, ученики характеризуют такие занятия как интересные и вдохновляющие и не устают от них. В течение этого времени можно достичь «достаточно свободного общения».
Томас в течение долгого времени преподавал знаменитостям и другим публичным фигурам, таким как Барбра Стрейзанд, Вуди Аллен или Грейс Келли, которая стала женой князя Монако Ренье III.
Метод Томаса приобрел известность в Великобритании после документального фильма Мастер языка, вышедшего на BBC в 1997 году, в котором показывается, как Томас за пять дней обучает французскому студентов колледжа в Лондоне. В результате интереса, вызванного этим фильмом, британское издательство Hodder & Stoughton выпустило серию аудиокурсов по методу Томаса.

## Метод
При обучении по методу Томаса ученики не должны ничего записывать или стараться запоминать что-либо сознательно. Утверждается, что учитель «несет полную ответственность» за процесс обучения. Мишель Томас заявлял, что ученики должны быть расслабленными, но в то же время сконцентрированными, и они должны ощущать постоянный прогресс. Это лежит в основе метода. Таким образом, ученики избавлены от стресса и волнения, которые часто возникают при традиционном обучении языку. Это ключевое преимущество метода.
В фильме Мастер языка Маргарет Томсон, глава колледжа, в котором проходили съёмки, говорит, что обычно преподаватели «пытаются привлечь внимание учеников интересными материалами». Но Томас продемонстрировал, что «сам процесс обучения может заинтересовать этих ребят», а не используемые материалы.
На уроке по методу Томаса учитель знакомит учеников с новыми словами и короткими фразами на изучаемом языке. Обучающихся затем спрашивают, как бы они сказали определенную фразу на иностранном языке. Всё начинается с простых предложений, постепенно вводятся более сложные конструкции. Такие специально отобранные фразы представляют собой «кирпичики», из которых и состоит основная структура языка. Когда изучающий язык даёт правильный ответ, преподаватель повторяет всё предложение с правильным произношением. Когда же ответ неверен, учитель помогает понять ошибку и исправить её.
Все основные слова и фразы повторяются на протяжении всего курса. В методе Томаса не делается акцент на идеальном произношении с самого начала. Ответы ученика постоянно контролируются, прогресс достигается путём постоянного повторения и изменения вводимых фраз.
В курсах, записанных самим Томасом (испанский, французский, итальянский, немецкий), упор делается на спряжении и модальных конструкциях, таких как «Я хочу пойти». Словарный запас курса – небольшой, фокус делается в основном на служебных словах. Грамматические правила вводятся постепенно, при этом обычно избегается употребление специальной терминологии. Таким образом сложность конструкций наращивается довольно быстро, например, ученикам на перевод даются такие предложения: «Я хочу знать, почему у вас сейчас нет этого, потому что это очень важно и нужно для меня». В свою очередь не даётся значительная часть лексики и фиксированных фраз, как во многих традиционных курсах. Например, в курсах, записанных Томасом, нет числительных, названий дней недели и месяцев.
Мишель Томас часто обращает внимание на те слова в изучаемом языке, которые родственны словам родного языка ученика. Например, в курсах романских языков подчёркиваются многие латинские заимствования в английском, что позволяет использовать уже существующий словарный запас в новом языке.
Однако, Томас говорил, что использование родственных слов – это «всего лишь эффектный трюк, но не сам метод».